# King's Library

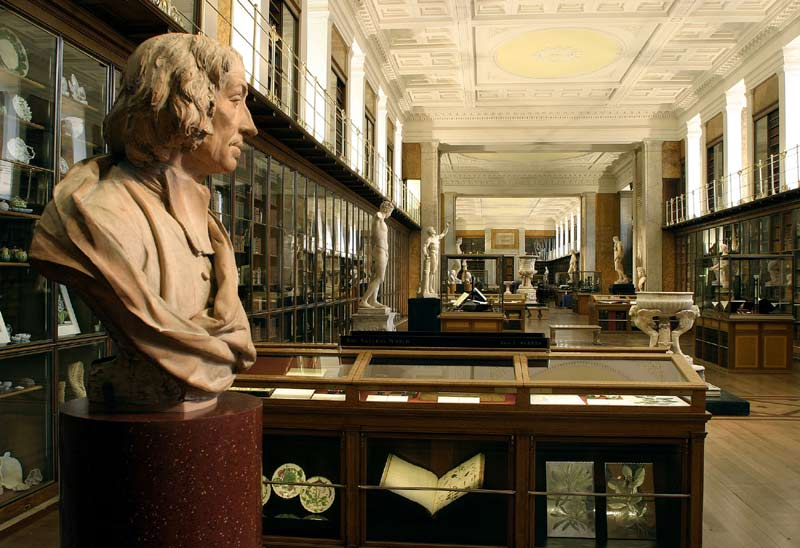
La galleria della King's Library al British Museum

La King's Library era una delle più importanti raccolte di libri e opuscoli dell'età dell'Illuminismo. Assemblata da Giorgio III, questa biblioteca scientifica di oltre 65.000 volumi fu successivamente donata alla nazione britannica da Giorgio IV. Venne ospitata in una galleria appositamente costruita, nel British Museum dal 1827 al 1997 e ora fa parte della British Library. Il termine "King's Library" era usato fino a poco tempo fa anche per riferirsi alla galleria del British Museum costruita per la collezione, che ora è chiamata "Enlightenment Gallery" e mostra una vasta gamma di oggetti relativi all'Illuminismo.

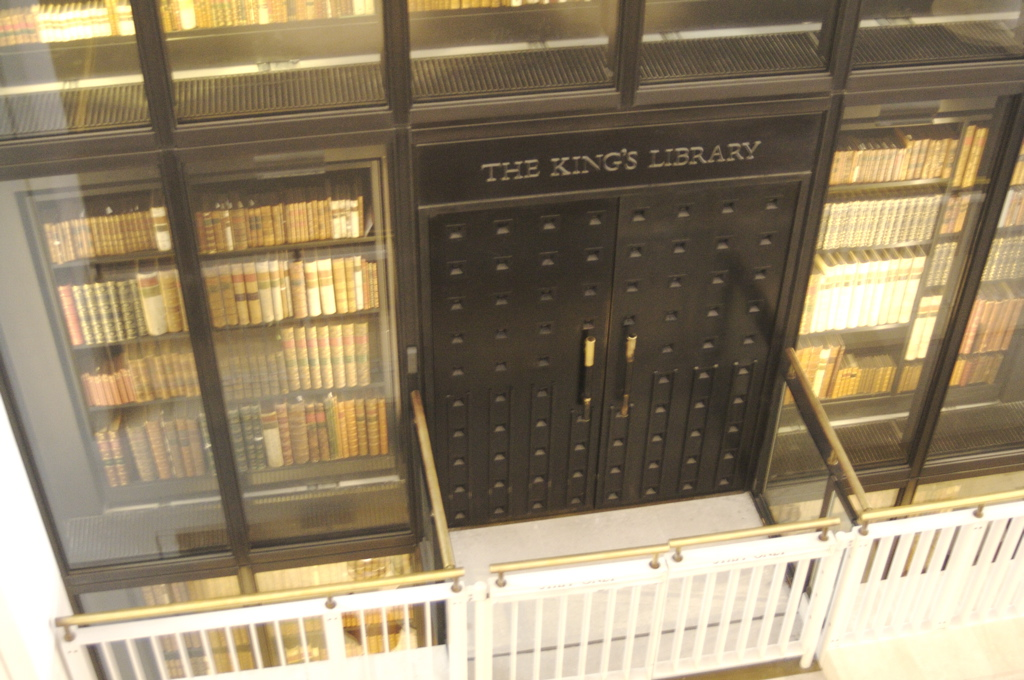
La torre della King's Library nella British Library, dove ora si trovano i libri.

## Storia della biblioteca

### Nel regno di Giorgio III

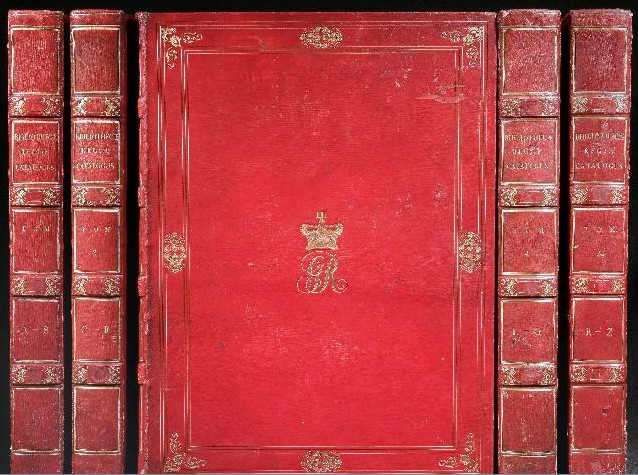
Bibliothecae Regiae Catalogus

Quando Giorgio III divenne re, nel 1760, non ereditò una biblioteca di alcuna dimensione, poiché Giorgio II aveva donato l'Old Royal Library, compresi i manoscritti reali di oggi, al British Museum tre anni prima. Come uomo istruito, Giorgio III aveva un genuino rispetto per l'apprendimento, sviluppato sotto l'influenza del suo tutore, il conte di Bute. Quando divenne re, iniziò rapidamente a raccogliere una nuova collezione di opere principalmente accademiche; il progetto iniziò seriamente nel 1762–1763 con l'acquisto della biblioteca di Joseph Smith. Smith collezionava a Venezia da diversi decenni, acquistando libri da una serie di fonti nel nord Italia e anche attraverso il commercio internazionale. La collezione era notevole per i suoi 260 incunaboli, inclusi molti dei primi volumi veneziani e dell'Italia settentrionale con belle miniature e legature. In totale il re acquistò 6.000 volumi da Smith. Questi non erano conservati insieme nella biblioteca di Giorgio III, ma tuttavia possono essere identificati dalla parola "Smith" contrassegnata in ogni volume dal bibliotecario del re.
Non sembrano esserci stati ulteriori grandi acquisti prima del 1766, forse perché il personale della biblioteca era impegnato nell'organizzazione dei libri acquisiti da Smith. Tuttavia, dal 1766 in poi il re iniziò a sviluppare in modo significativo la collezione, spendendo una media di 1.500 sterline all'anno in libri per il resto del suo regno. Un periodo particolarmente importante fu il 1768–1771, quando Frederick Augusta Barnard, uno dei curatori della biblioteca, viaggiò molto in Europa per conto del re e fece importanti acquisti. Notevoli acquisizioni giunsero in seguito dalle biblioteche di James West, Anthony Askew, Richard Farmer e Grimur Jonsson Thorkelin quando ognuna di queste venne messa sul mercato. Donazioni significative alla biblioteca comprendevano 27 incunaboli donati da Jacob Bryant nel 1782. L'acquisizione di ulteriori titoli continuò negli ultimi anni del regno del re, quando a causa della sua malattia mentale i suoi affari furono gestiti da fiduciari.
La biblioteca era conservata presso la Queen's House, la residenza in seguito ampliata e ribattezzata Buckingham Palace. Lì occupava quattro stanze appositamente costruite. Almeno a partire dagli anni 1770 nei locali era stata impiantata la legatoria e dal 1776 occupava cinque stanze al piano interrato. Lo stile di rilegatura della biblioteca può essere descritto come "bello, ma non stravagante". Richard Dalton, impiegato come bibliotecario da Giorgio III dal 1755 in poi, fu responsabile della collezione fino al 1774. Fu seguito da Barnard, che fu capo bibliotecario fino al trasferimento della collezione al British Museum. Sembra improbabile che Dalton abbia avuto una grande influenza sul modo in cui la collezione si sarebbe sviluppata, ma certamente Barnard svolse un ruolo centrale, ad esempio prendendo molte, o forse la maggior parte, delle decisioni su quali libri acquistare. Samuel Johnson fornì consulenza sulla politica di raccolta della biblioteca. Questa era aperta a chiunque avesse un genuino scopo accademico, e durante la vita di re Giorgio fu visitata da John Adams e Joseph Priestley oltre che da Johnson. È interessante notare che il re permise a studiosi come Priestley, di cui era in disaccordo con le opinioni politiche e religiose, di utilizzare la biblioteca.

### Al British Museum, 1827–1997
Quando Giorgio III morì, nel 1820, non era chiaro cosa sarebbe successo alla biblioteca dopo la sua morte, e anche se fosse ormai proprietà personale del suo erede, Giorgio IV, o appartenesse alla Corona. Questi problemi furono risolti nel gennaio 1823 quando, dopo un periodo di trattative con il governo, Giorgio IV scrisse al primo ministro Lord Liverpool offrendo la biblioteca alla nazione. Nel frattempo erano apparse voci sulla stampa britannica secondo cui stava considerando di vendere la biblioteca allo Zar; ma non si sa se ci fosse del vero. Regalando la biblioteca, il re riuscì a evitare le spese del suo mantenimento (oltre 2.000 sterline all'anno) in un momento di difficoltà finanziarie e facilitò anche la riqualificazione di Buckingham Palace, un progetto per lui di grande importanza. Precisò che la biblioteca doveva essere tenuta insieme e separata da ogni altra raccolta.
In pochi mesi il Parlamento aveva deciso che il British Museum sarebbe stato la nuova sede della collezione, anche se alcuni giornali e personaggi pubblici sostenevano ancora l'istituzione di una nuova biblioteca per ospitare i libri in una parte diversa di Londra. Il museo non aveva i locali per ospitare la collezione, ma erano già stati elaborati i progetti per un significativo ampliamento neoclassico degli edifici del museo dall'architetto Robert Smirke. Mentre il governo aveva resistito per qualche tempo alle richieste di denaro del museo per questo progetto, la necessità di fornire una sede adeguata per la biblioteca fece sì che accettasse di finanziare i lavori di costruzione. Quindi l'arrivo della Biblioteca del Re fu un catalizzatore per la crescita del museo, nel grande edificio, come lo vediamo oggi. Con poche modifiche ai progetti originali, l'ala est dell'estensione di Smirke divenne la nuova sede della biblioteca. Costruita nel 1823-1827 e lunga 91 metri, questa galleria venne definita "una delle stanze più nobili di Londra".
La biblioteca fu un'importante aggiunta alla collezione di libri del museo, incrementando di 65.000 volumi i 116.000 esistenti e il museo stimò che solo 21.000 di questi erano duplicati. Inoltre, molti dei punti di forza della Biblioteca del Re, come la geografia, la teologia e la letteratura spagnola e italiana, erano aree che fino ad allora erano state piuttosto scarsamente rappresentate tra i libri del museo. Giorgio IV mantenne per sé 33 libri stampati. Questi erano per lo più incunaboli, tra cui un Salterio di Magonza che ora si trova nella Biblioteca Reale di Windsor, ma includeva anche un First Folio di Shakespeare. Giorgio IV conservò anche due manoscritti: uno di Samuel Johnson, contenente piani per libri progettati, e una copia dei Veda in sanscrito, realizzata a Benares nel 1776.
Durante gli anni 1840 circa il 13% dei libri consultati nel museo provenivano dalla Biblioteca del Re. Questa percentuale diminuì in quanto la collezione di libri del museo crebbe nei decenni successivi, ma la King's Library rimase ben utilizzata. Dal 1857, la galleria venne utilizzata per esporre i notevoli volumi dell'intera collezione di libri stampati del museo. Verso la fine della prima guerra mondiale, un numero crescente di incursioni aeree portò il museo a spostare i libri più preziosi fuori da Londra, molti dei quali alla National Library of Wales. Questa precauzione fu ripetuta poco prima dello scoppio della seconda guerra mondiale. Nel settembre 1940 una bomba colpì il museo, lasciando 428 volumi della Biblioteca del Re distrutti o danneggiati irreparabilmente, ma il museo aveva copie duplicate di 265 di questi altrove nelle sue collezioni. Inoltre, altri 1000 volumi avevano bisogno di essere riparati. Il resto della collezione fu spostato in una parte più sicura dell'edificio e infine evacuato da Londra alla Bodleian Library di Oxford nel 1943. I lavori di riparazione della galleria furono poi eseguiti nel 1950-1951.

### Alla British Library, dal 1997 ad oggi
Negli anni 1970 iniziarono i preparativi per il trasferimento della collezione di libri del museo alla British Library di nuova costituzione. Gli amministratori del museo sostenevano che la Biblioteca del Re dovesse rimanere dov'era, ma non riuscirono a impedire il suo trasferimento nella nuova istituzione. La collezione è ora ospitata nella King's Library Tower, una struttura in vetro e bronzo di sei piani nell'atrio della British Library; la torre è stata progettata appositamente dall'architetto dell'edificio, Colin St John Wilson, e contiene anche la collezione Thomas Grenville. I pezzi della collezione restano a disposizione del pubblico per la consultazione. La vecchia sede della collezione al British Museum, restaurata nel 2000-2003, è ora conosciuta come Enlightenment Gallery e ospita una mostra permanente sull'età dell'Illuminismo, aperta per celebrare il 250º anniversario del museo nel 2003.

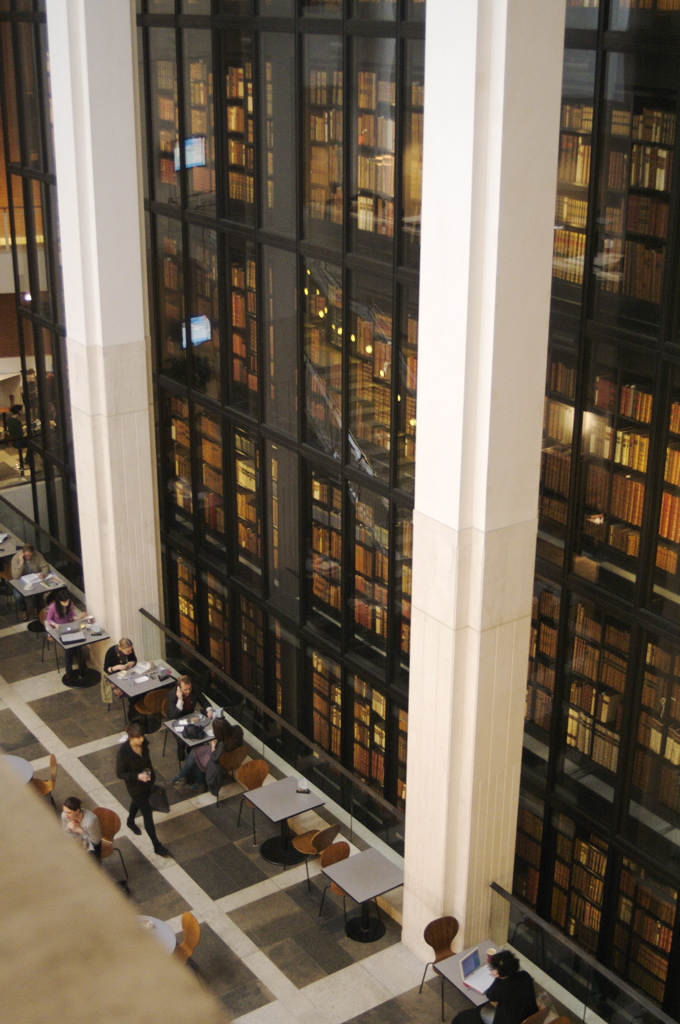
Torre della King's Library, 2008
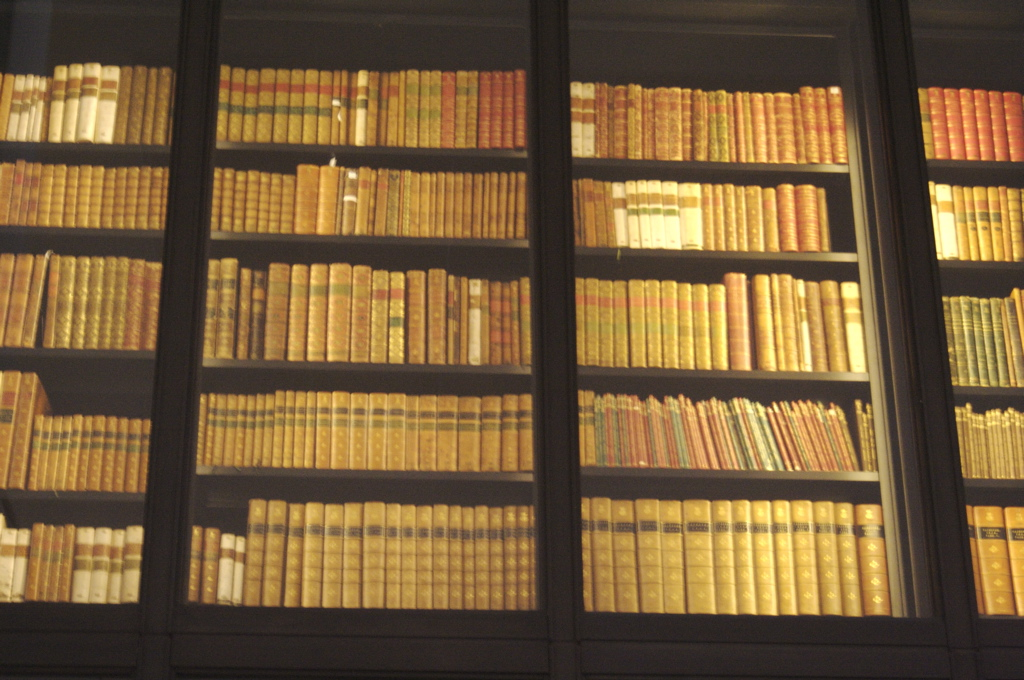
Torre della King's Library, 2008
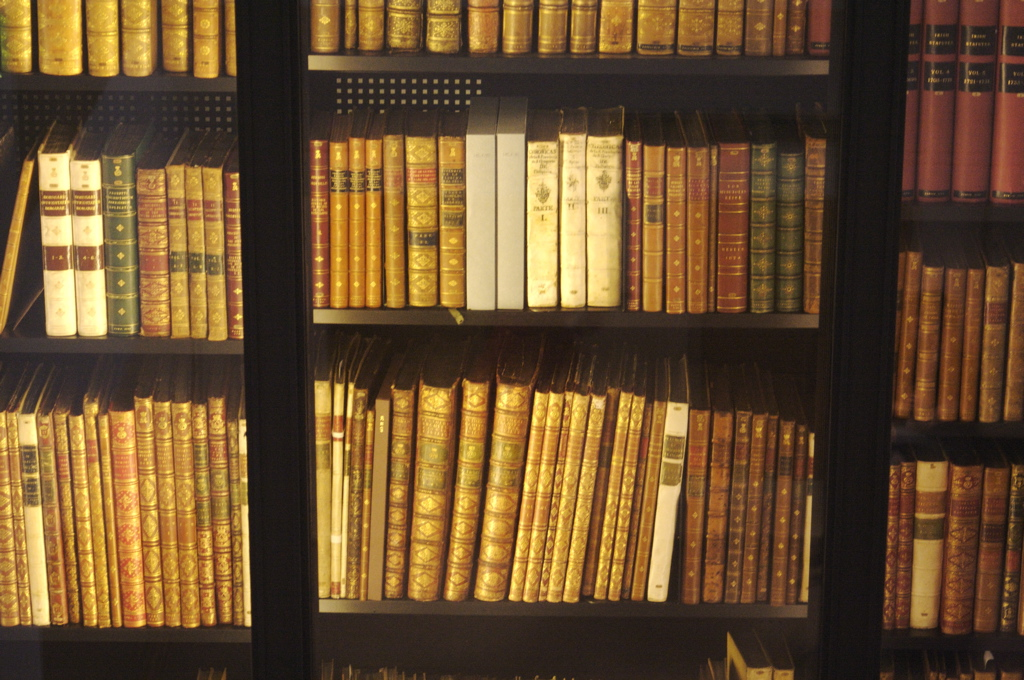
Torre della King's Library, 2008

## Scopo della biblioteca
Gli storici concordano sul fatto che Giorgio III intendesse che la biblioteca fosse una risorsa completa per gli studiosi, piuttosto che una raccolta di volumi rari o rilegature di pregio. In altre parole, questa era una biblioteca funzionante piuttosto che un pezzo da esposizione, sebbene contenesse alcune notevoli rarità. Queste includono una Bibbia di Gutenberg e molti incunaboli inglesi, inclusa una copia della prima edizione di The Canterbury Tales di William Caxton. L'acquisto della biblioteca di Thorkelin significava che c'era una notevole collezione di oltre 2.000 opere sulla lingua e letteratura scandinava. La collezione comprende anche i primi quattro fogli di Shakespeare.
Il catalogo più antico della biblioteca venne compilato nel 1769. Il Bibliothecae Regiae catalogus, catalogo di opere organizzato per autore, fu pubblicato in cinque volumi tra il 1820 e il 1829, la cui compilazione fu curata da Barnard. Esiste anche un catalogo per argomenti scritto a mano; i lavori su questo catalogo tematico potrebbero essere iniziati negli anni 1790 e venne mantenuto aggiornato per diversi decenni successivi. Gli opuscoli della biblioteca vennero catalogati per la prima volta dopo il trasferimento della Biblioteca al British Museum.
Nel 1769 la biblioteca conteneva 11.200 titoli a stampa, in 19.500 volumi. Quando passò al British Museum, nel 1827, era cresciuta fino a 65.000 volumi stampati, oltre a 17.500 opuscoli e 446 manoscritti; questi risalgono principalmente al regno di Giorgio III e pochi sono di particolare rilievo.
L'analisi del catalogo delle materie mostra che a partire dal 1820 il 44% dei titoli della biblioteca riguardava la storia e il 16% era di letteratura di vario genere. Una vasta gamma di argomenti era rappresentata da un numero minore di opere. La letteratura contemporanea non era particolarmente ben rappresentata, ad esempio non vennero elencate opere di Jane Austen. Sembra che la politica delle biblioteche fosse quella di collezionare romanzi solo quando era chiaro che l'autore in questione aveva guadagnato una reputazione duratura e positiva. Vennero incluse 260 edizioni della Bibbia e le opere di altri paesi europei erano ben rappresentate. Ad esempio, il 57% dei titoli di storia era stato pubblicato al di fuori della Gran Bretagna. C'era una buona selezione di cataloghi di biblioteche da altre collezioni e delle pubblicazioni ufficiali del Parlamento. Per una biblioteca settecentesca c'era una selezione insolitamente buona di periodici, sebbene i giornali non fossero raccolti.